# آيت يحيى (أساكي)
آيت يحيى هي إحدى مشيخات المملكة المغربية، تتبع جغرافيا لإقليم تارودانت وإداريًا لأساكي. يقدر عدد سكانها بـ 16132 نسمة حسب الإحصاء الرسمي للسكان والسكنى لسنة 2004.